# Howdy Houston!
Howdy Houston! – album koncertowy Elvisa Presleya, składający się z niekompletnego koncertu nagranego 5 czerwca 1975 roku w Houston w Teksasie. Elvis ubrany był w Indian Feather suit. Wydany został w 2001 roku.

## Lista utworów
1. "I Got a Woman – Amen (tylko część)"
2. "Love Me"
3. "If You Love Me"
4. "Love Me Tender"
5. "All Shook Up"
6. "Teddy Bear – Don’t Be Cruel"
7. "Hound Dog"
8. "The Wonder of You"
9. "Burning Love"
10. "Band Introduction"
11. "Johnny B. Goode"
12. "School Days"
13. "T-R-O-U-B-L-E"
14. "Trying to Get to You"
15. "How Great Thou Art" + reprise
16. "Let Me Be There"
17. "You Gave Me a Mountain"
18. "An American Trilogy"
19. "Little Darlin'"
20. "Mystery Train - Tiger Man"
21. "Funny How Time Slips Away"
22. "Can’t Help Falling in Love"
23. "Closing Vamp"